# New Canton (Illinois)
New Canton je gradић u američkoj saveznoj državi Ilinois. Prema popisu stanovništva iz 2010. u njemu je živjelo 359 stanovnika.